# Contea di Cooma-Monaro
La contea di Cooma-Monaro è una Local Government Area che si trova nel Nuovo Galles del Sud. Essa si estende su una superficie di 5.229 chilometri quadrati e ha una popolazione di 10.453 abitanti. La sede del consiglio si trova a Cooma.